# Zachrisberg

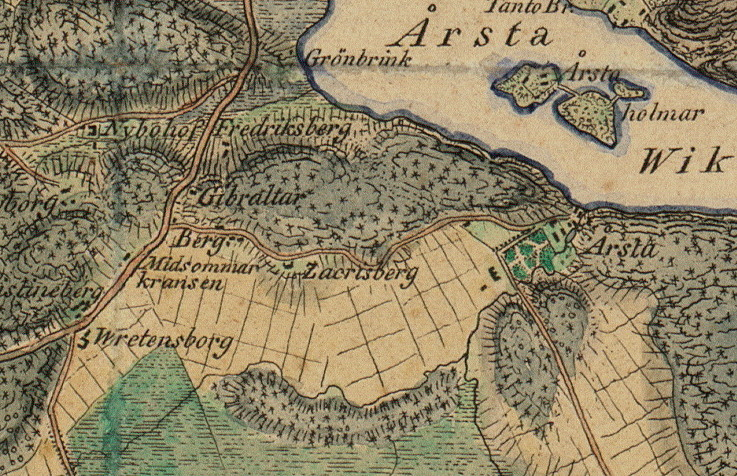
"Zacrisberg" på en karta från 1817.

Zachrisberg var en herrgård och säteri vid nuvarande Årstabergsvägen i stadsdelen Årsta, södra Stockholm. Zachrisberg låg efter 1800-talets andra hälft under Årsta gård.

## Historik

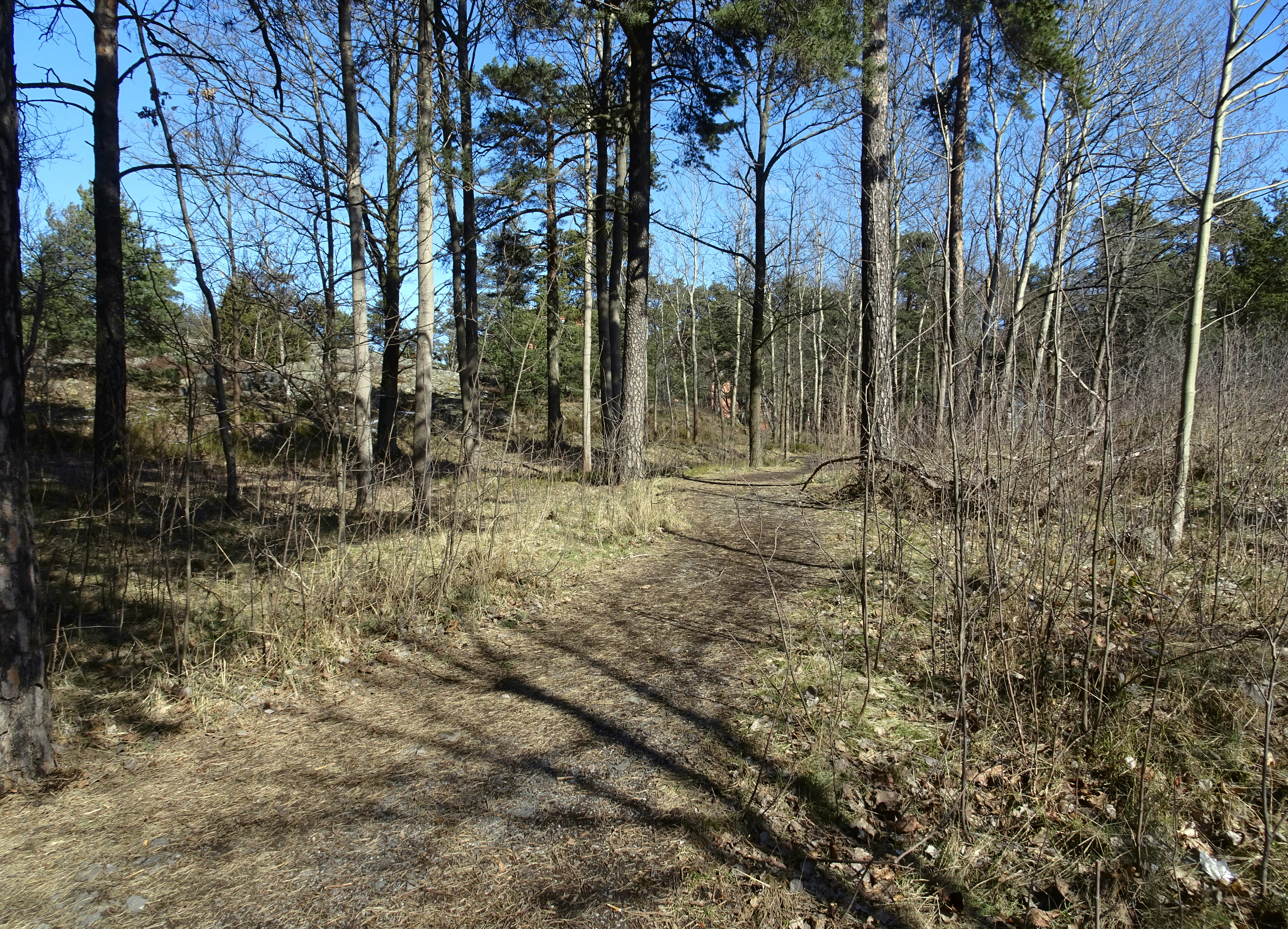
Del av Zachrisbergs gamla tomt, 2018.

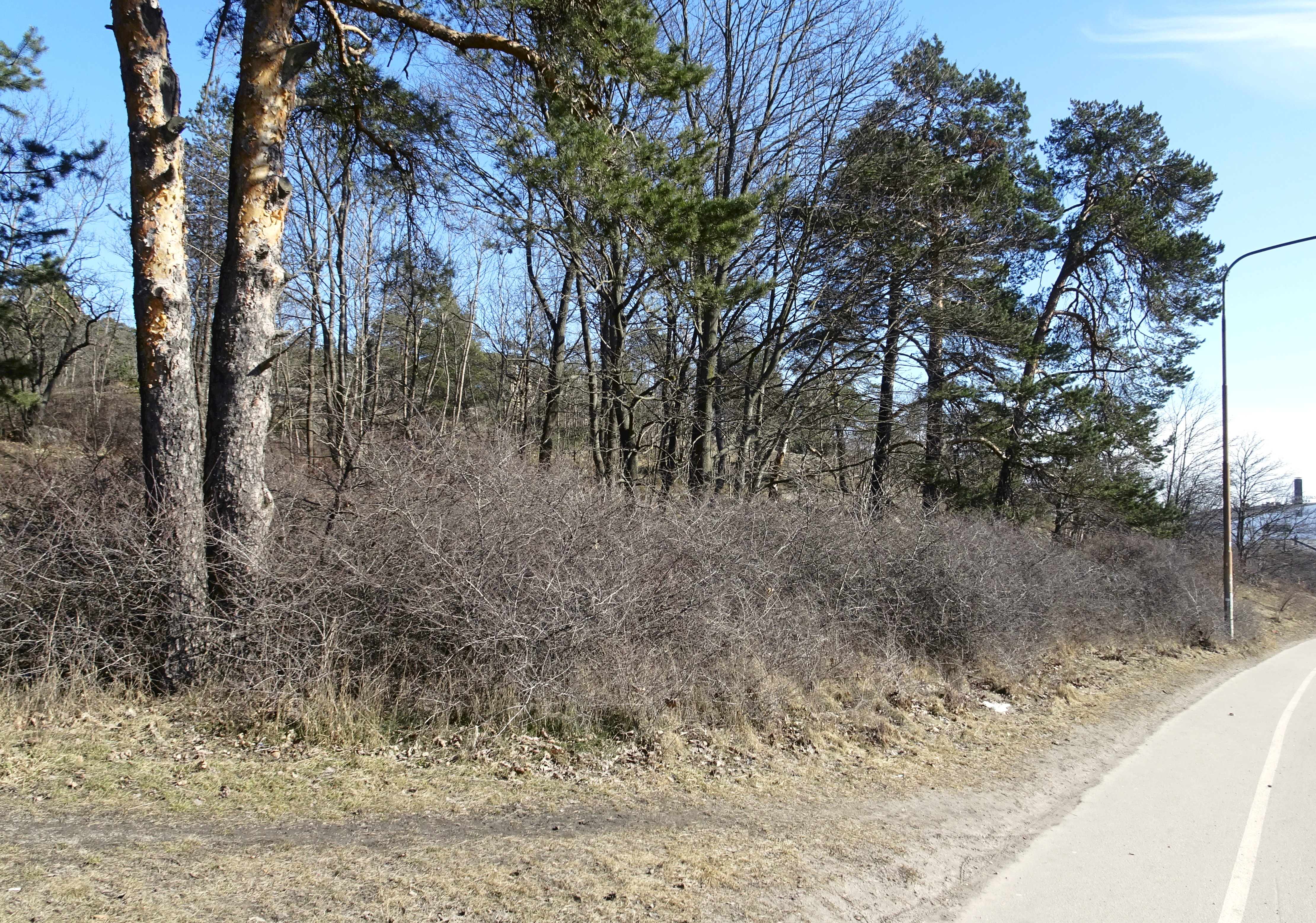
Del av Zachrisbergs gamla tomt, 2018.

Zachrisberg hette fram till 1700-talet Berga eller Brunby. Äldsta skriftliga belägg för Berga by från 1539 års jordebok visar att gården fanns kvar in i historisk tid. På 1540-talet uppges egendomen som 3 mantal frälsesäteri i Brännkyrka socken och ägdes på 1600-talets mitt av Olaus Laurelius. Huvudbyggnaden låg strax söder om den numera försvunna landsvägen som sträckte sig från Södertäljevägen österut till Årsta gård. Årsta skolgränd är en del av den gamla vägsträckningen. Gårdens ägor utbredde sig söder därom, ungefär där Västberga industriområde ligger idag.
Zachrisberg har sitt namn efter hovintendenten Zakarias Rehnberg (1634–1688). Rehnberg ägde godset Kälkestad i Svanshals socken, som han bytte namn på till Renstad. Han ärvde av sin förmögne svärfar, Johan von Beijer, både Zachrisberg och den söder därom belägna Västberga gård i Brännkyrka socken. Under 1800-talets andra hälft försvann Zachrisberg som självständig gård och blev arrendegård under närbelägna Årsta gård. På kartor från 1800-talets slut redovisas gårdens bebyggelse inte längre.

## Platsen idag
Gårdstomten för Zachrisberg finns delvis bevarat i ett grönområde norr om Årstabergsvägen och direkt väster om Årsta gamla skola. Största delen är bortschaktad och bebyggd. I norra delen kvarstår ett område om cirka 40 meter i diameter som bland annat innehåller en terrassering om 12x5 meter med stensatt kant i nedre delen. Denna del skulle kunna utgöra lämningar efter Berga gamla tomt, medan den centrala bytomten är sannolikt helt utplånad. Södra delen av bytomten genomkorsas av Årstabergsvägen. Den planerade Zachrisbergsparken och kvarteret Zachrisberg vid Sjöviksbacken kommer att påminna om den tidigare gården.